# Phrynella pulchra
Phrynella pulchra é uma espécie de anfíbio da família Microhylidae. É a única espécie do género Phrynella.
Pode ser encontrada nos seguintes países: Indonésia, Malásia e Tailândia.
Os seus habitats naturais são: florestas subtropicais ou tropicais húmidas de baixa altitude e marismas intermitentes de água doce.
Está ameaçada por perda de habitat.